# Neosymydobius quercihabitus
Neosymydobius quercihabitus är en insektsart. Neosymydobius quercihabitus ingår i släktet Neosymydobius och familjen långrörsbladlöss. Inga underarter finns listade i Catalogue of Life.